# 沃克斯霍爾
沃克斯霍爾（英語：Vauxhall）是位於倫敦市中心的一個地區，在歷史上曾屬於薩里郡。現在在行政區劃上，沃克斯霍爾屬於蘭貝斯區的北蘭貝斯地區。英國國會選區沃克斯霍爾的名稱即來自於這裡。汽車企業佛賀汽車的公司名也來自這裡。

## 外部連結
- The Vauxhall Civic Society （页面存档备份，存于） – News, history and information about Vauxhall's civic consultative group